# Моховский угольный разрез
Образован в 1966 году.
Самый протяженный разрез в Кузбассе — расположен на землях трех районов Кемеровской области, является единственным предприятием открытой угледобычи на Кольчугинском руднике.

## О предприятии
Разрез работает на землях трех административных районов Кемеровской области — г. Ленинска-Кузнецкого, Беловского района, Крапивинского района, недалеко от федеральной трассы Кемерово-Новокузнецк, с юридическим адресом в с. Мохово.
Поле разреза расположено в юго-западной части Ленинск-Кузнецкого геолого-промышленного района Кузнецкого бассейна и находится в центральной части Егозово-Красноярского месторождения.
Эксплуатационные участки удалены друг от друга на значительные расстояния — от 5 до 25 км. Задействованы участок гидромеханизации и 4 горных участка, в том числе участок Еловский мощностью 1 млн угля в год.
Единственный разрез в составе компании, имеющий участок подземной добычи (в эксплуатации с 2003 г.), который поставляет ежегодно до 500 тысяч тонн угля марки ДГ, идущего исключительно на экспорт.
Обогащение разубоженных и высокозольных углей происходит на ОУ с КНС. Сезонная производительность установки — 240 тыс. тонн угля.
Поставка угля производится во все экономические регионы РФ. Основные потребители: ОАО «Кузбасская топливная компания», «Кузбасстопливосбыт» — по обеспечению топливом населения Кемеровской области, «Новосибирскэнерго» (Новосибирская ТЭЦ-5), «Кузбассэнерго» (Беловская ГРЭС), «Томскэнерго» (Томская ГРЭС-2) (марки ДР, ДОМСШ, ДРОК-1, ДРОК-2)
Объем поставок доходит до 2,9 млт. тонн в год, при этом 30-40 % составляет экспорт.

## История
1 июля 1955 г. начал работу разрез «Грамотеинский» 
1 сентября 1966 на базе 3-го участка Грамотеинского разреза и Моховского участка разреза «Прокопьевский № 8» открыт разрез «Моховский».
В 1985 г. принята в эксплуатацию обогатительная установка с крутонаклонным сепаратором (ОУ с К НС).
В 1997 г. к Моховскому разрезу присоединена автобаза «Комсомольская», став одним из его подразделений.
24 августа 2000 г. В присутствии губернатора Кемеровской области А.Г. Тулеева состоялось торжественное открытие нового участка «Еловский» производственной мощностью 1 000 000 тонн угля в год. С вводом участка в эксплуатацию перед разрезом открылись новые перспективы.
13 мая 2001 г. добыта 75-миллионная тонна угля с начала работы Моховского разреза (с начала работы Грамотеинского разреза).
2002 г. Начато строительство участка подземной добычи. Это первый подобный опыт в компании «Кузбассразрезуголь». Эксплуатация участка позволила уже в 2003 году увеличить добычу в целом по разрезу на 480 тыс. тонн.
2003 г. Принята в эксплуатацию новая автобаза. Строительство просторного бокса площадью 5 684 м2 длилось меньше года. Для увеличения выпуска сортовых углей на Еловском участке Моховского угольного разреза построен дробильно-сортировочный комплекс. 
В 2004 г. завершено, начатое год назад строительство железнодорожной станции Знаменская. С вводом станции в действие решена проблема транспортировки угля с участка Еловский, благодаря чему открылась возможность увеличения добычи на этом участке.
2005 г. Впервые за 50 лет ведения открытых работ на Кольчугинском руднике одним горным участком меньше чем за год (январь-ноябрь) добыт 1 000 000 тонн угля. Достижение принадлежит коллективу Еловского участка, который до конца календарного года добыл еще 193 тыс. тонн угля.
В 2006 году добыча составила 2 942,5 тыс. т.

## Рекультивация земель
На Моховском разрезе проводится рекультивация земель, в частности высаживаются саженцы сосны. 